# Ginetta

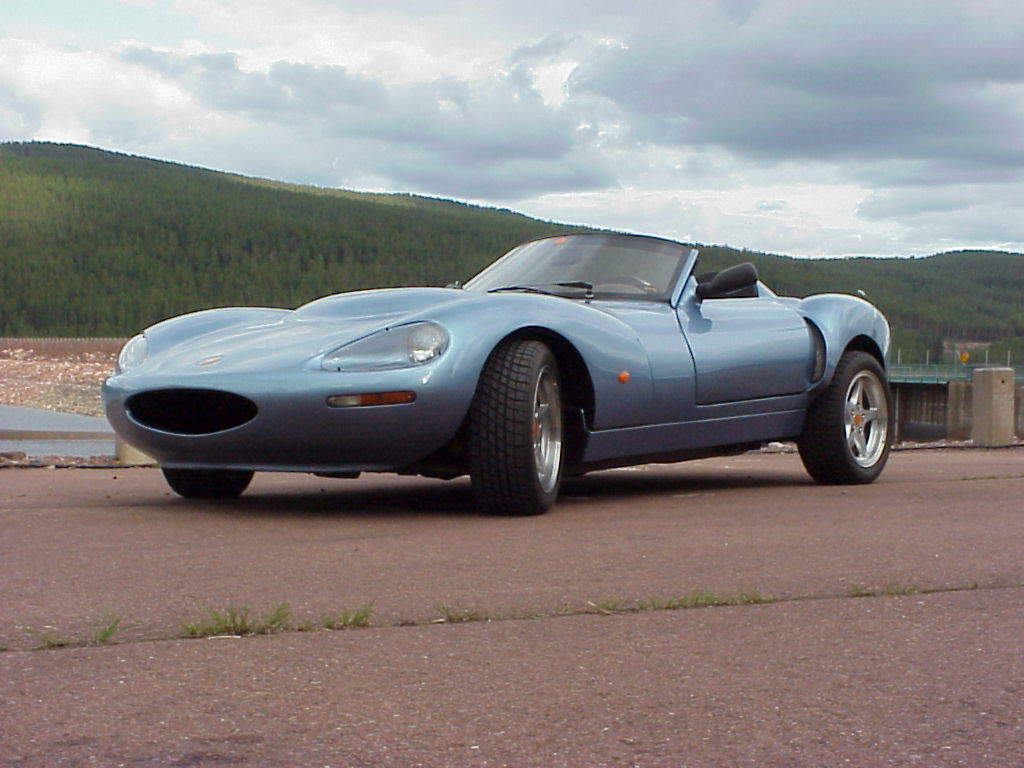
Ginetta G34 vid Trängseldammen i Älvdalen.

Ginetta är en brittisk sportbilstillverkare.

## Historia

### 1900-talet
Ginetta grundades 1958 av de fyra bröderna Bob, Ivor, Trevers och Douglas Walklett i Woodbridge, Suffolk, England. Deras första bil, som inte var avsedd för produktion, och i efterhand kom att benämnas Ginetta G1, baserades på en Wolseley Hornet från 1930.
Från början tillverkades lantbruksmaskiner, men racingintresset tog snart överhanden och 1958 kom Ginetta G2 med fackverksram och förberedd för Fordkomponenter. G3 kom 1960 med kaross i glasfiber. 1961 kom den verkliga succén för företaget, Ginetta G4. Den hade motor från Ford Anglia och ett följsamt chassi. Bilen blev ett segervapen mot Lotus Elan på banorna och nu kunde bröderna satsa fullt ut på biltillverkning.
1962 flyttade tillverkningen till Witham, Essex, England. Ett antal nya bilmodeller kom under de följande åren, däribland G10 som var baserad på MGB fast med en Ford V8 på 4,7 liter. Denna vagn blev ingen större framgång, trots att den lär har varit snabbare än AC Cobra. En populärare bil blev G12 som kom 1966. Den var praktiskt taget Englands första mittmotorsportbil. Också den var segerrik på banorna och fanns med allt från Angliamotorer upp till amerikanska V8:or.
1970-talet tillverkades både rena tävlingsbilar såväl som landsvägsdito. Ginetta G15 hade motor från Hillman Imp och G21 fanns med drivpaket från MGB, Ford V6 såväl som Sunbeam Rapier. Åren 1972-1974 var tillverkningen förlagd till Sudbury, Suffolk, England.
Fram till slutet av 1980-talet hade Ginettabilarna mestadels sålts som byggsatser, s.k. kit cars. G32 skulle bli fabrikens första bil som såldes helt färdig. För detta krävdes det mera kapital och 1989 sålde tre av bröderna Walklett sina andelar till Martin Phaff och Mike Modiri. Ivor Walklett blev kvar som konstruktör. G32 var en mittmotorcoupé baserad på Ford Fiesta. 1990 återupptog man produktionen av de gamla typerna G4 och G12 som såldes bra framförallt i Japan. En ny modell samma år var G33. I England såldes den med Rover V8, men exportbilarna fick Ford Cosworth-motor på 220 hk. Designen var av Mark Walklett. 1993 kom en billigare version med en mindre Fordmotor, G34. 1994 bildade den svenske importören Ingemar Engström ett bolag för att tillverka denna bil i Sverige. G34 fick Volvos tvålitersfyra med turbo (B200FT). Tillverkningen startade 1997 i Arvika, men flyttades sedan till Älvdalen. Satsningen höll dock inte, utan produktionen upphörde våren 1998.

### 2000-talet
2005 köptes Ginetta av LNT Automotive, ett företag drivet av den erfarne racerföraren Lawrence Tomlinson. Hans mål var att liksom Bröderna Walklett tillverka innovativa, välfungerande och prisvärda sportbilar.
2007 flyttades tillverkningen till Leeds. Målsättningen var att sälja 200 bilar per år.

## Galleri

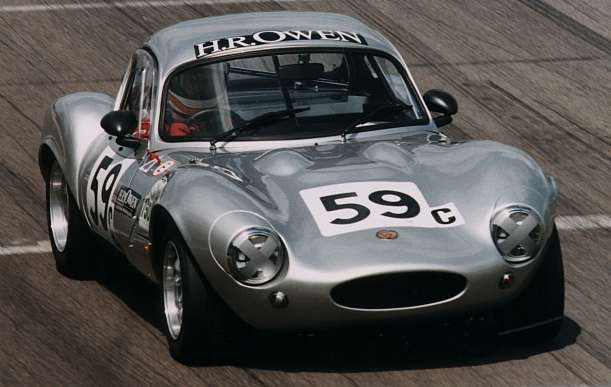
Ginetta G4
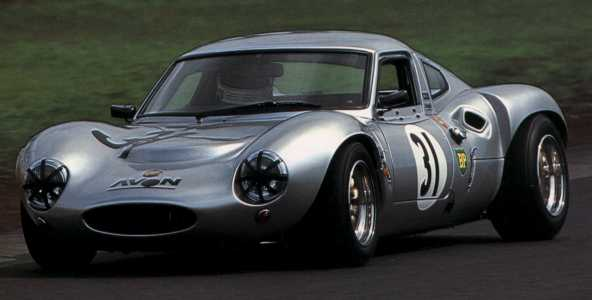
Ginetta G12
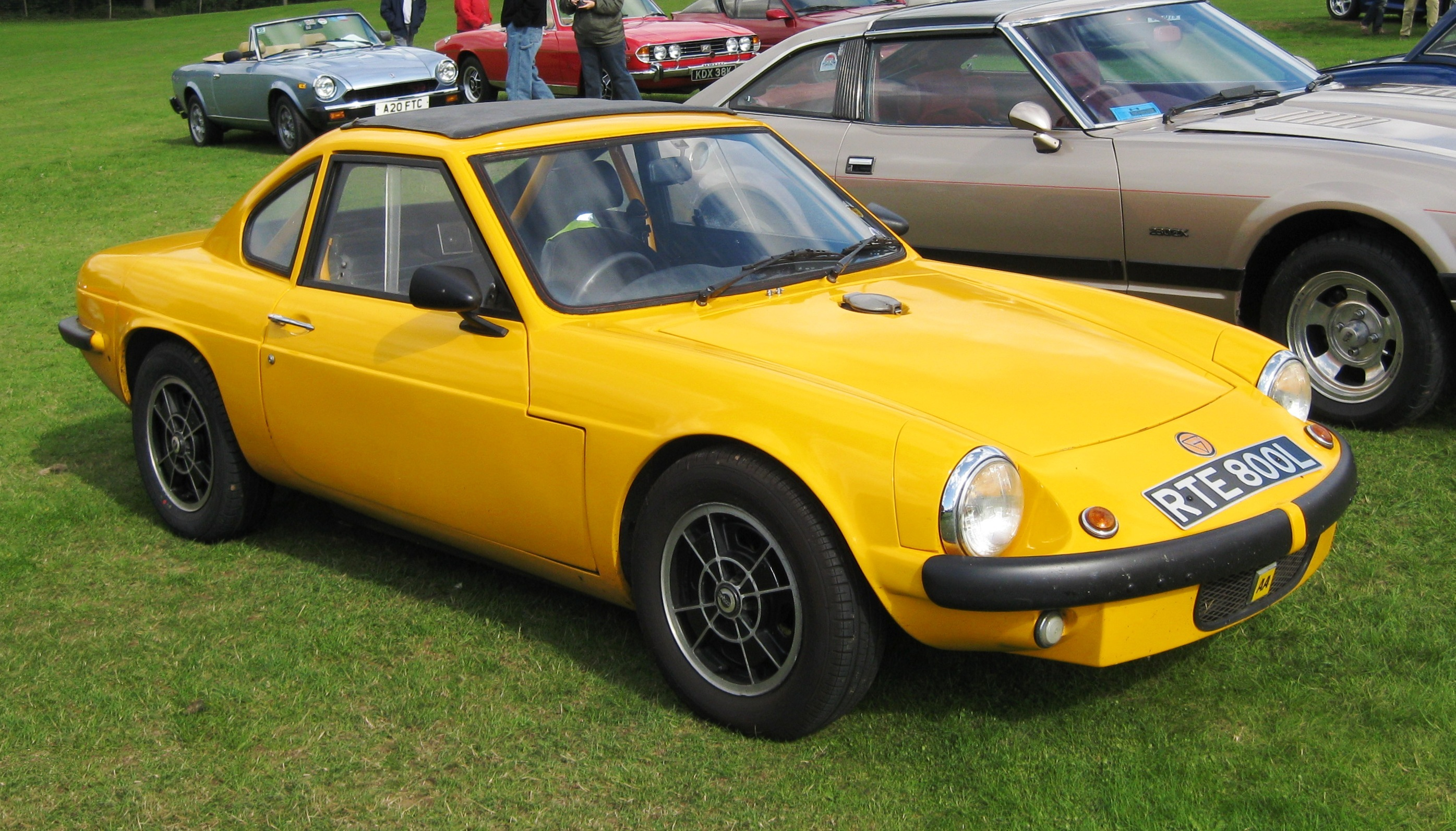
Ginetta G15
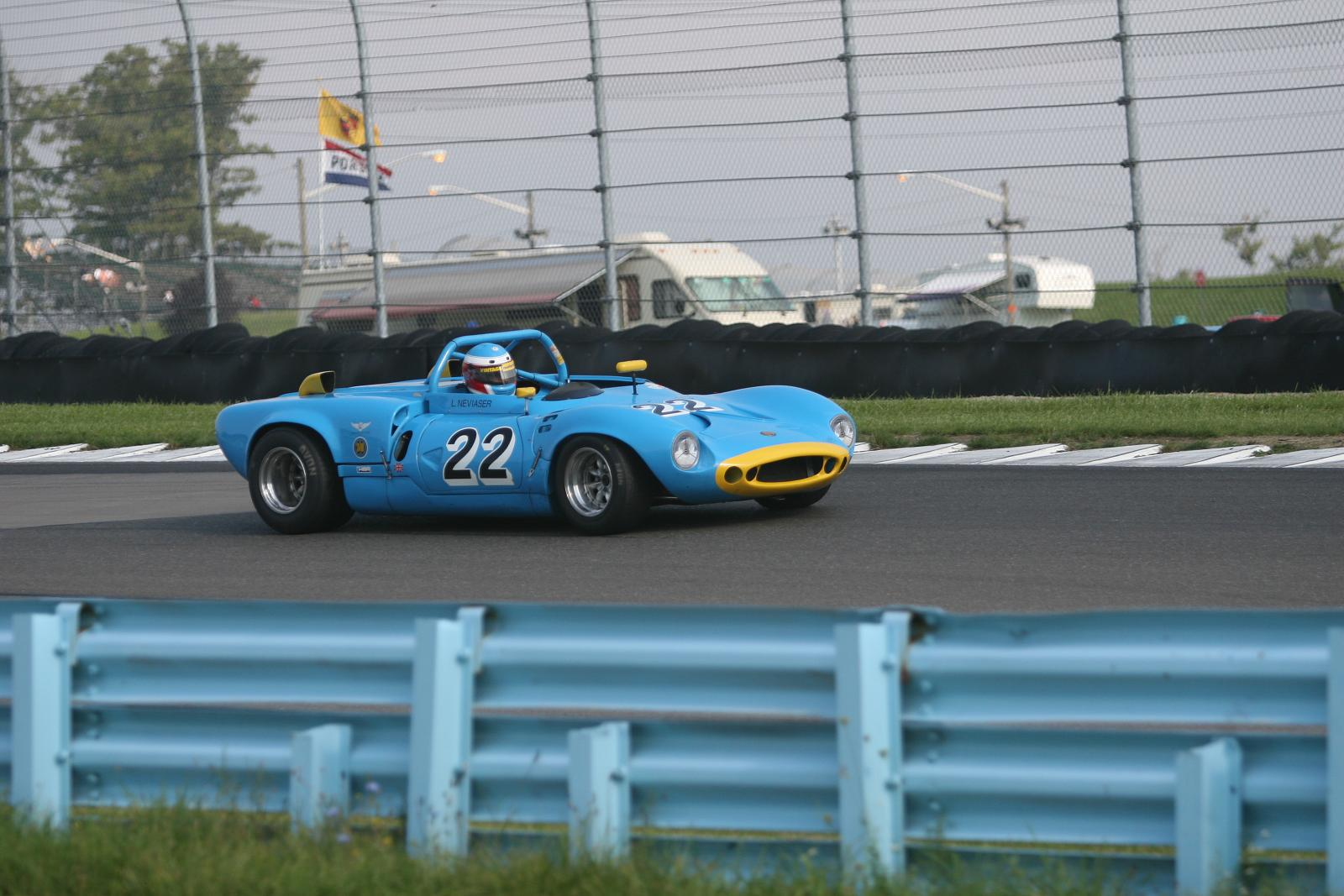
Ginetta G16
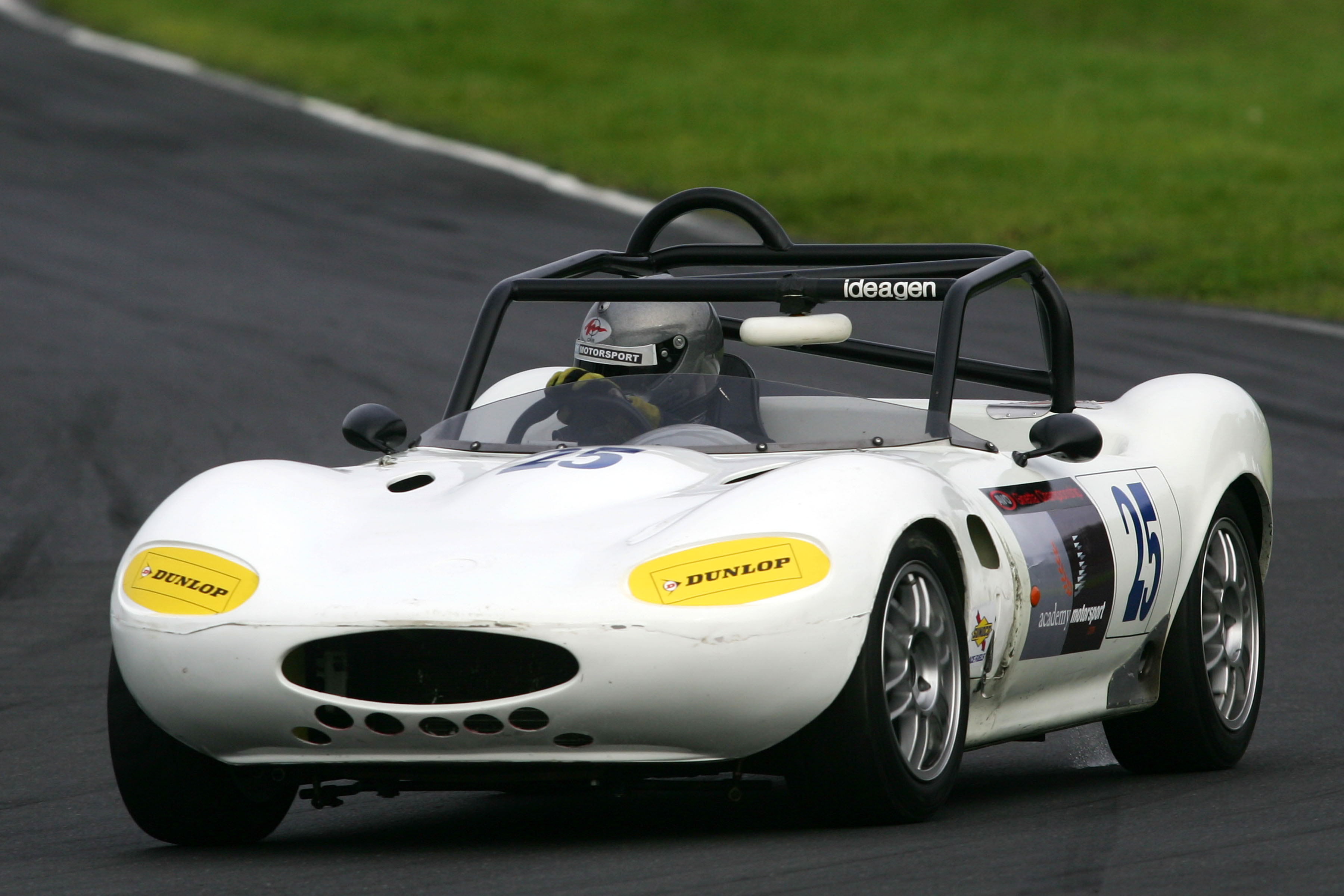
Ginetta G20
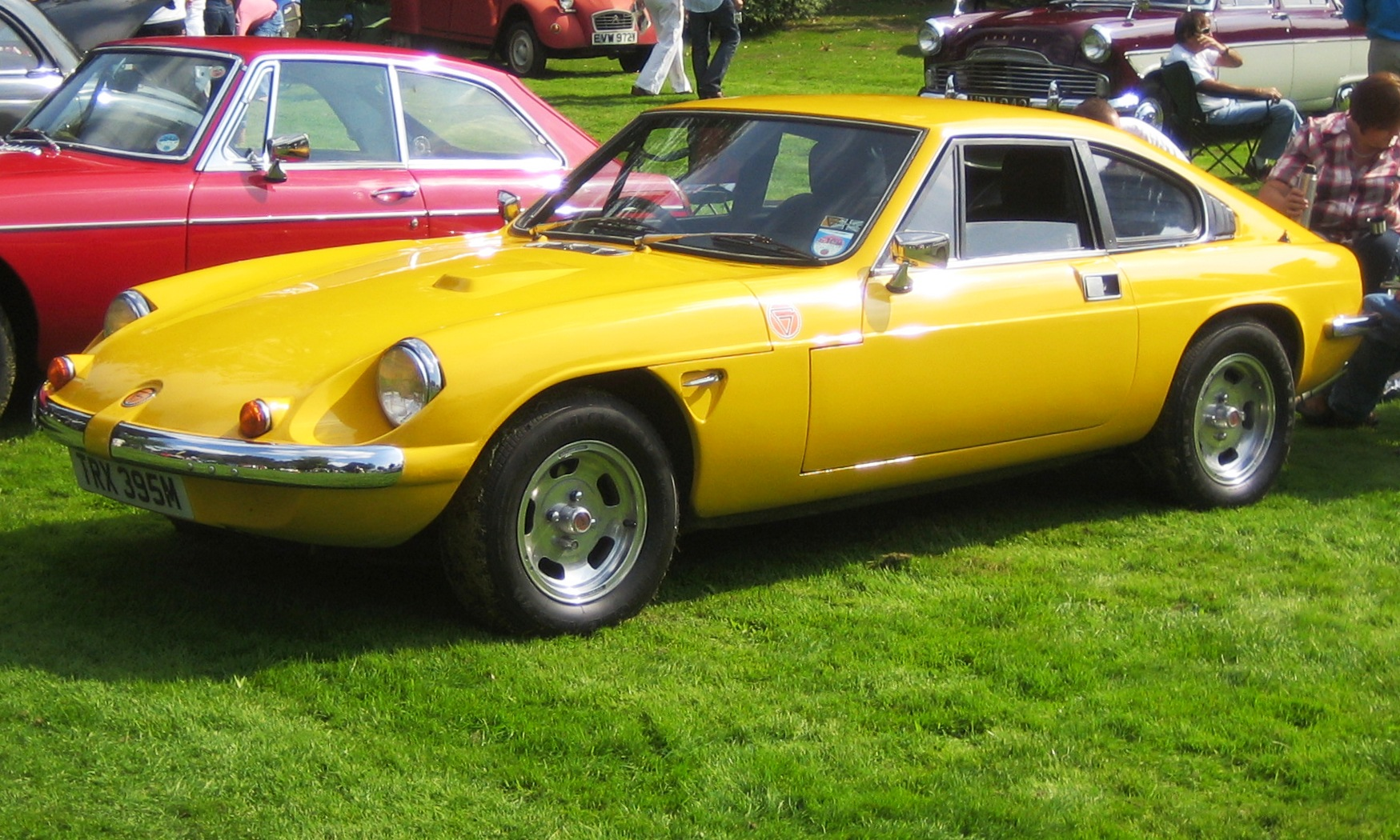
Ginetta G21
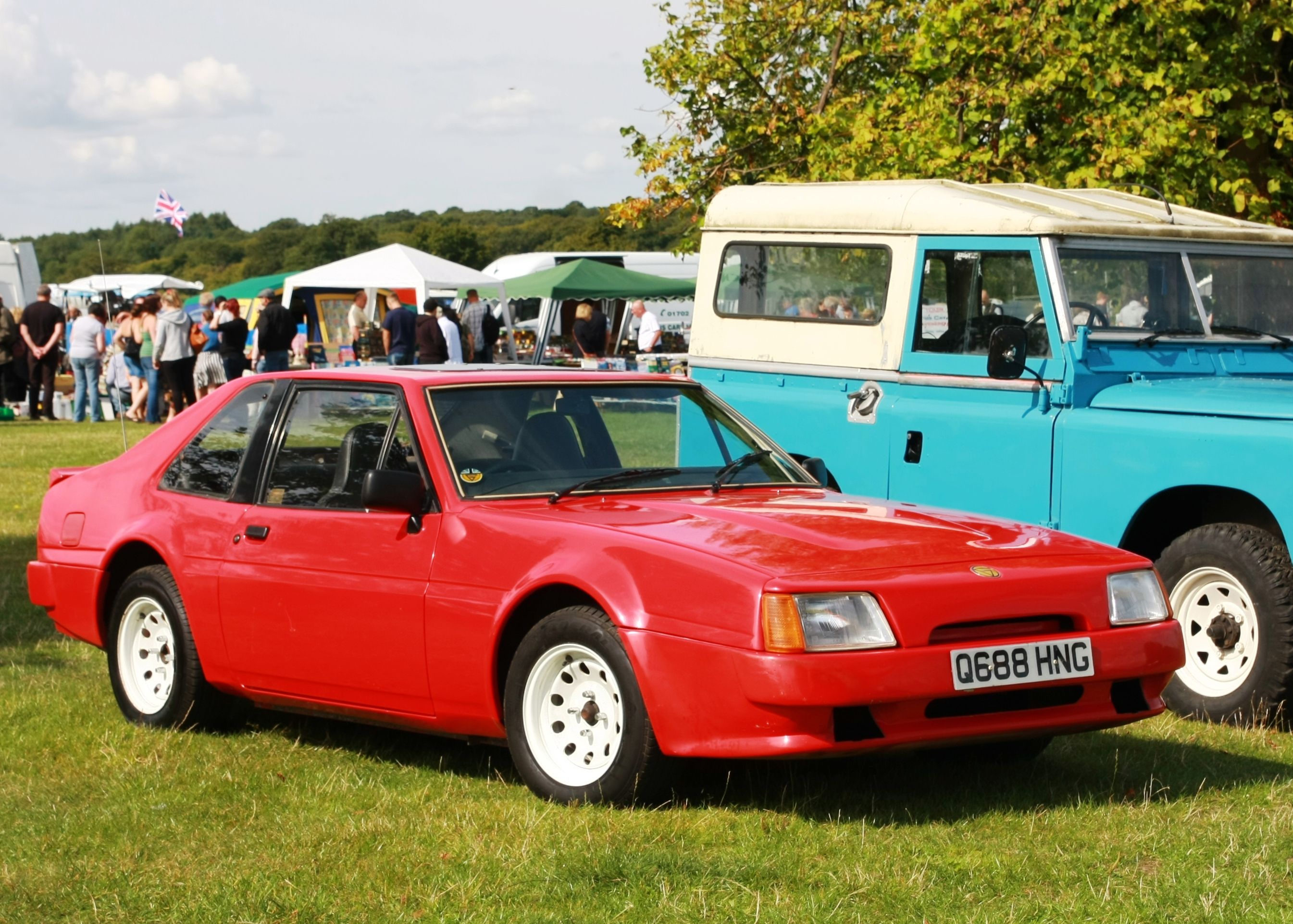
Ginetta G28
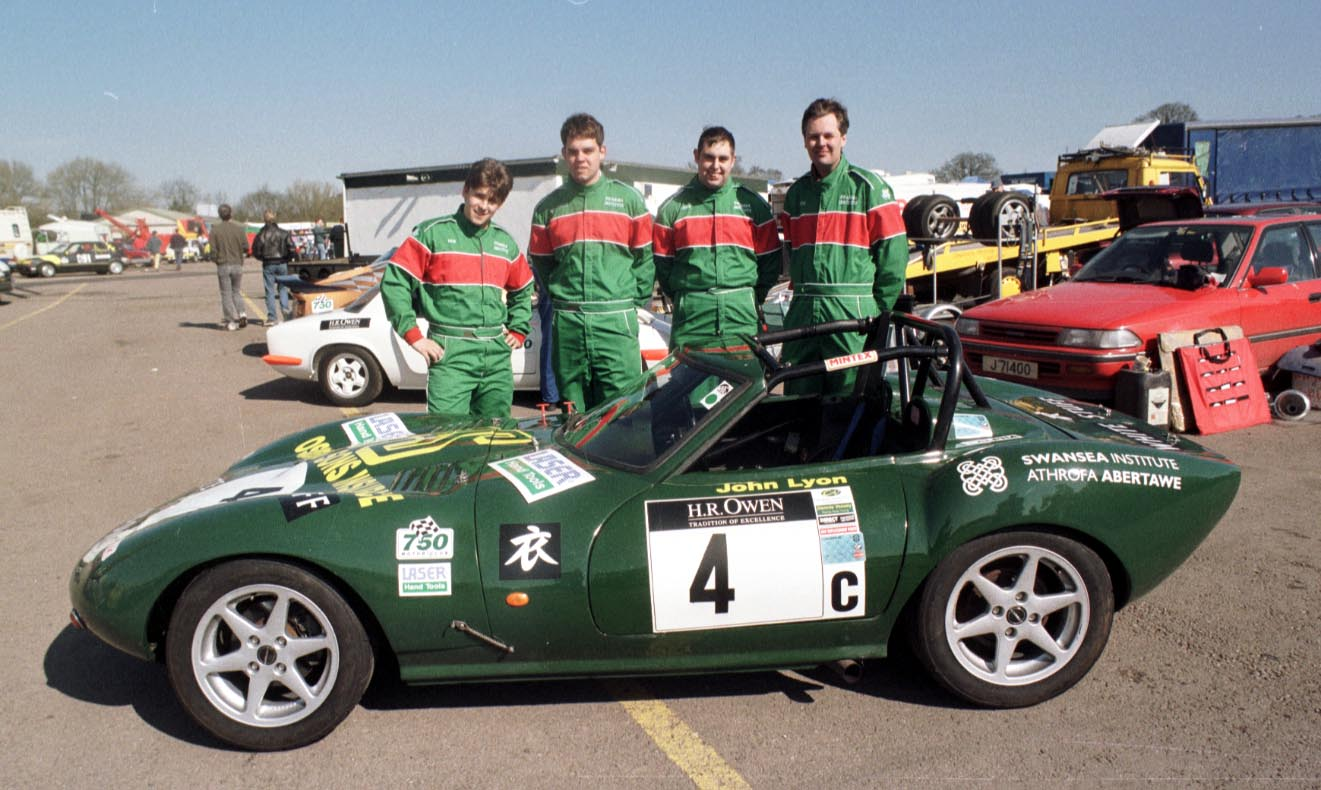
Ginetta G27
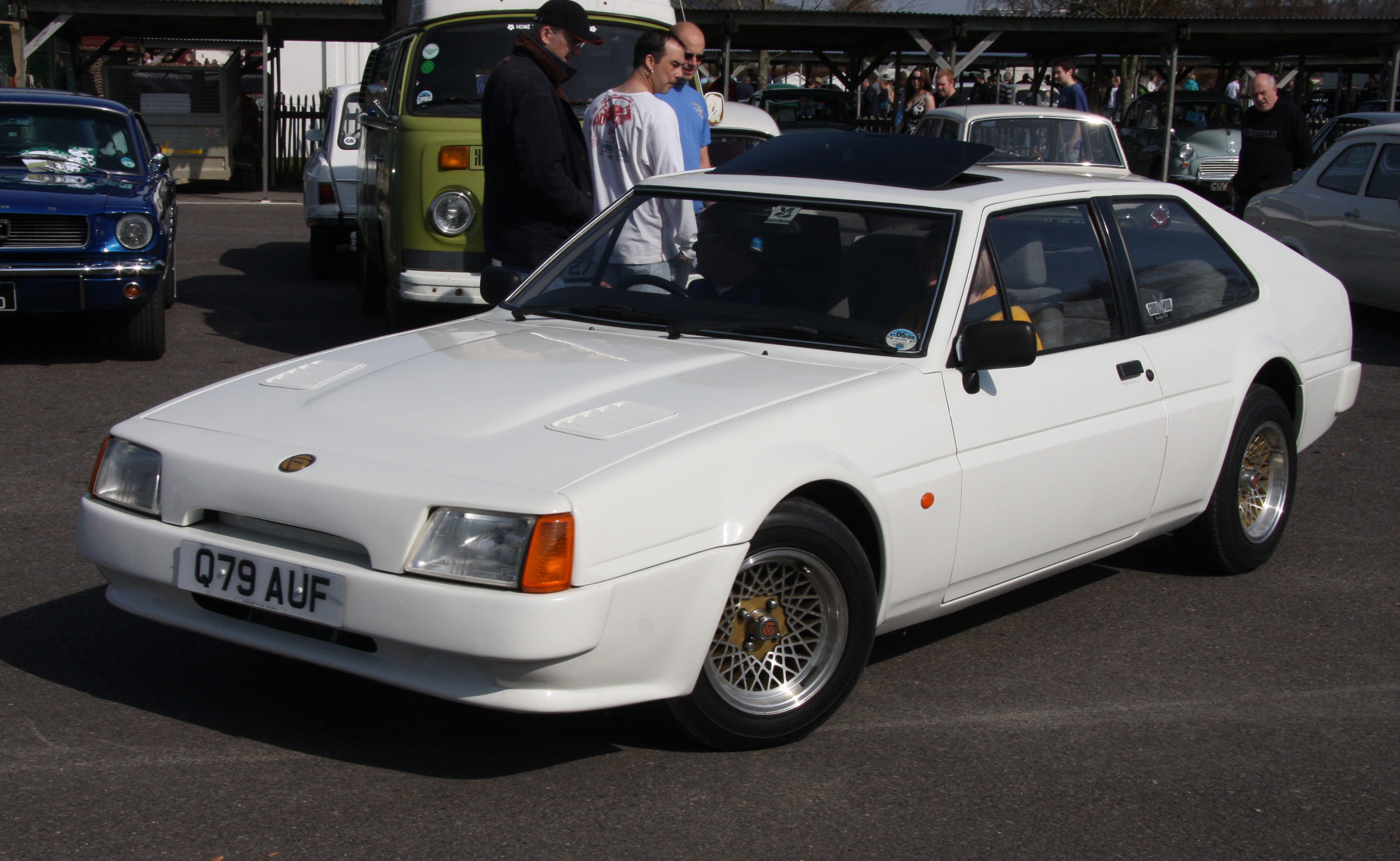
Ginetta G30
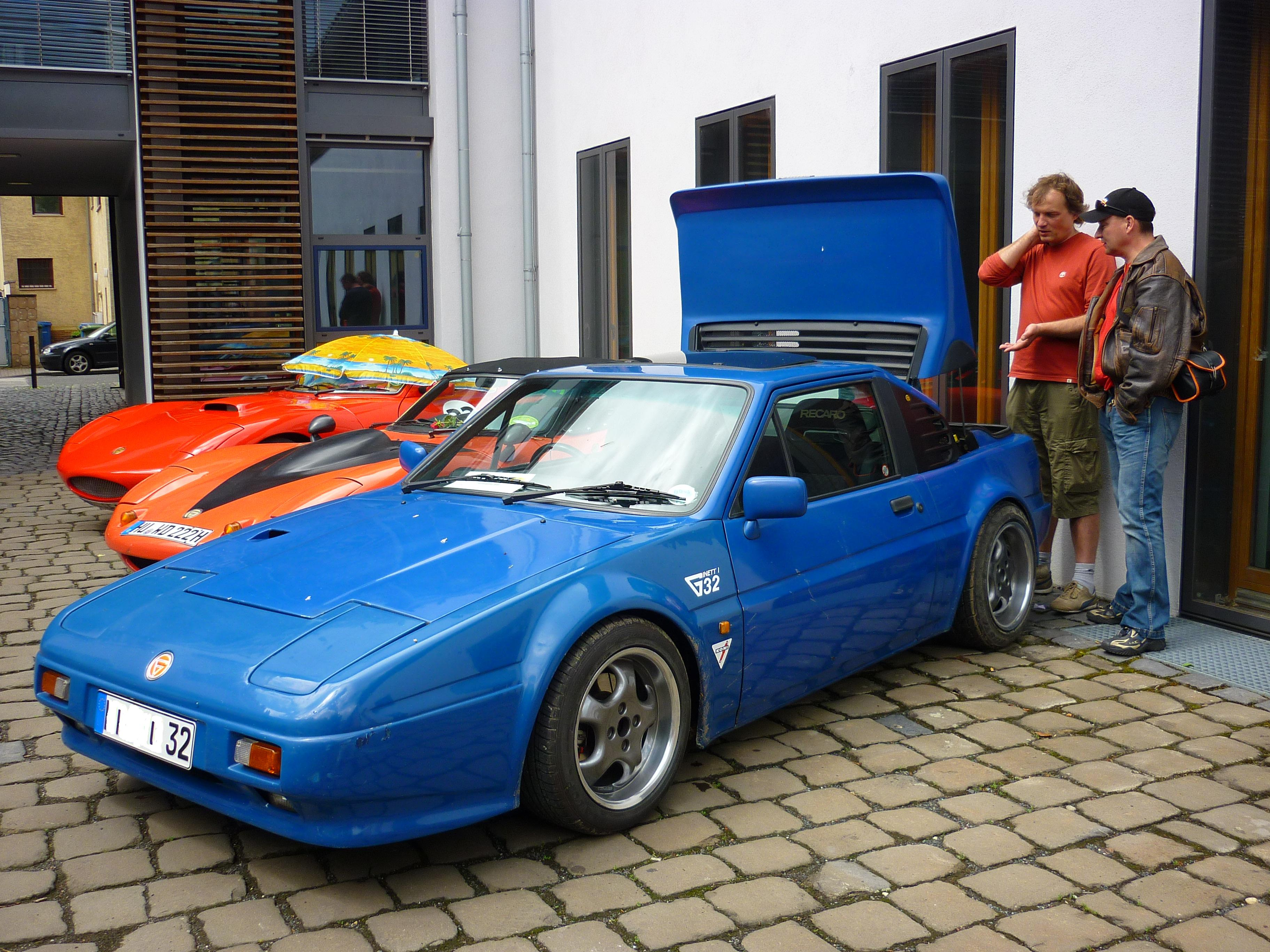
Ginetta G32
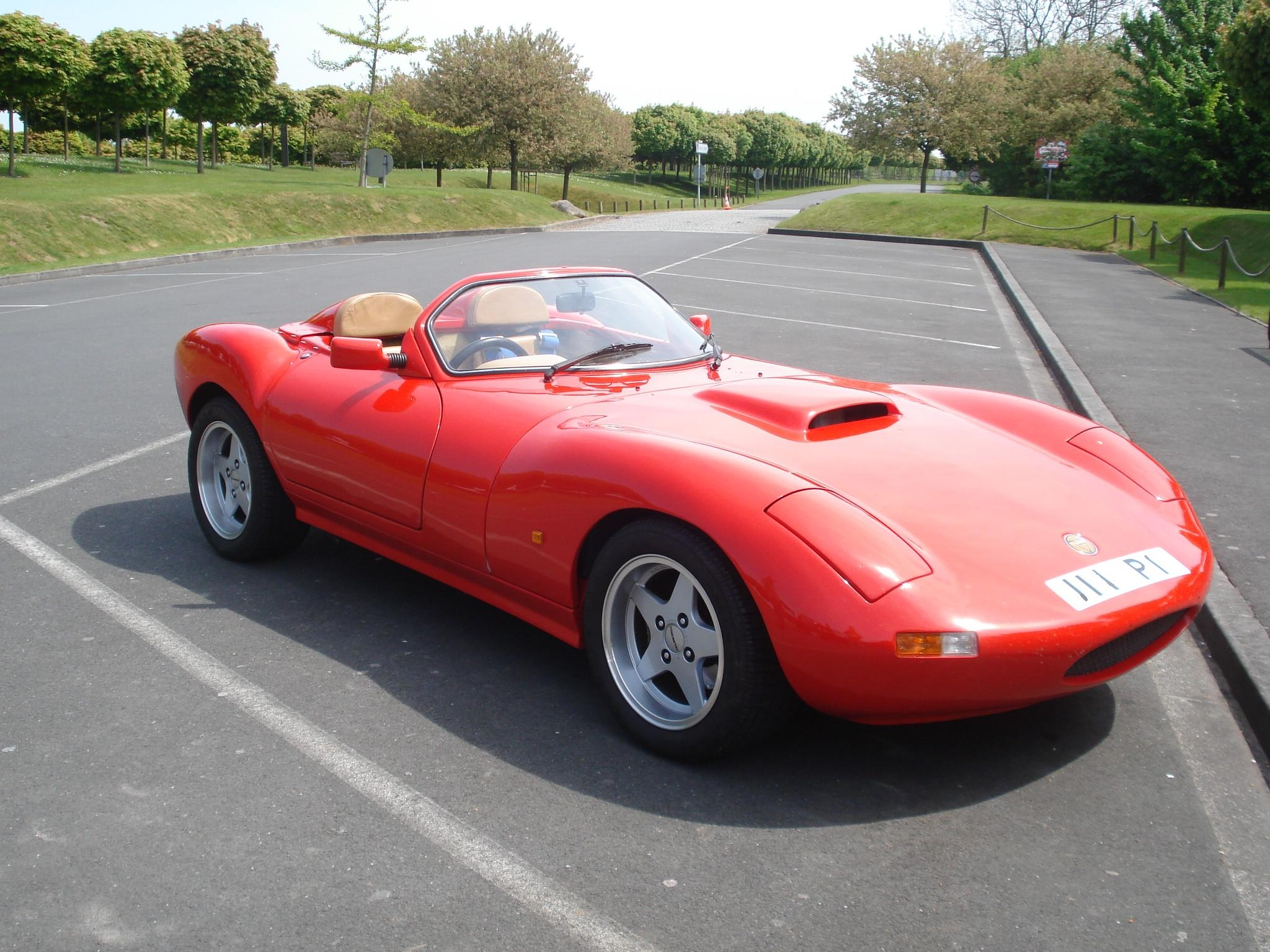
Ginetta G33
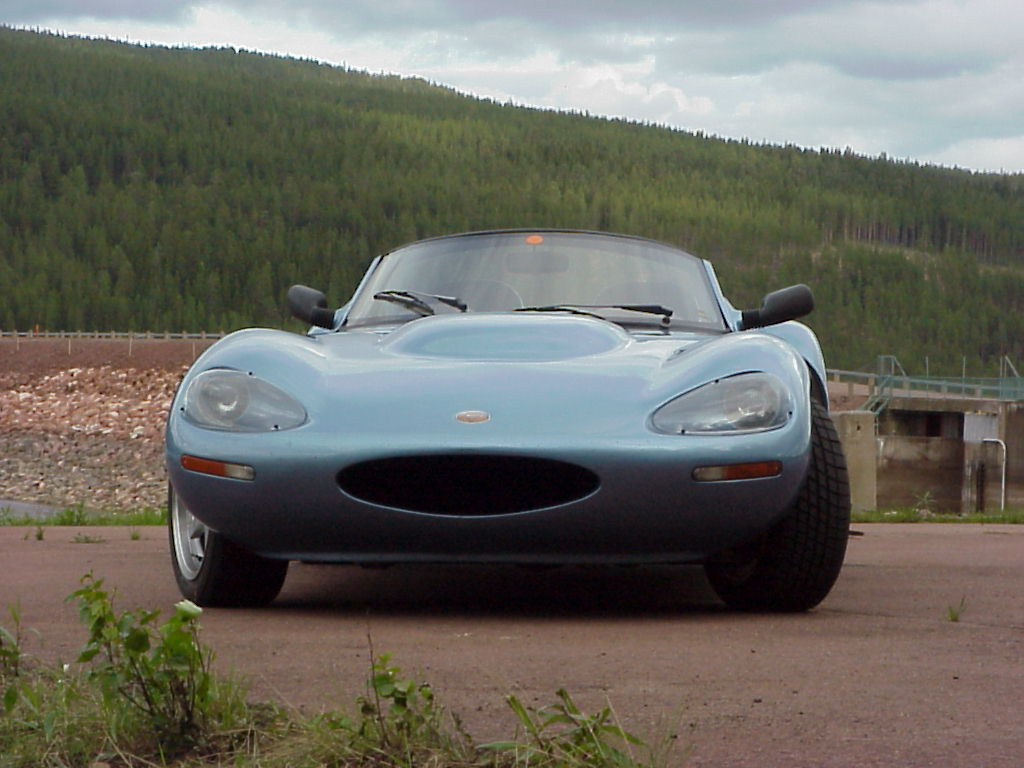
Ginetta G34
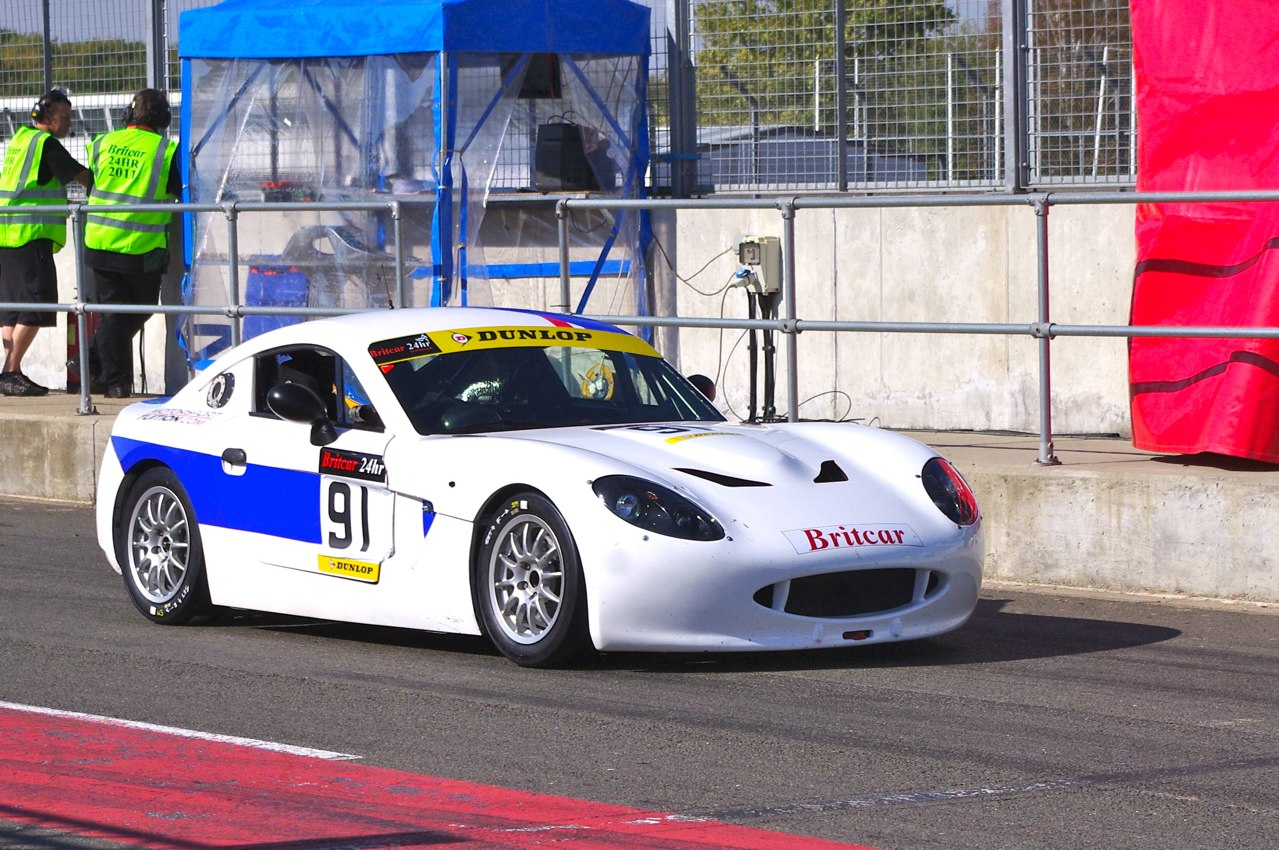
Ginetta G40
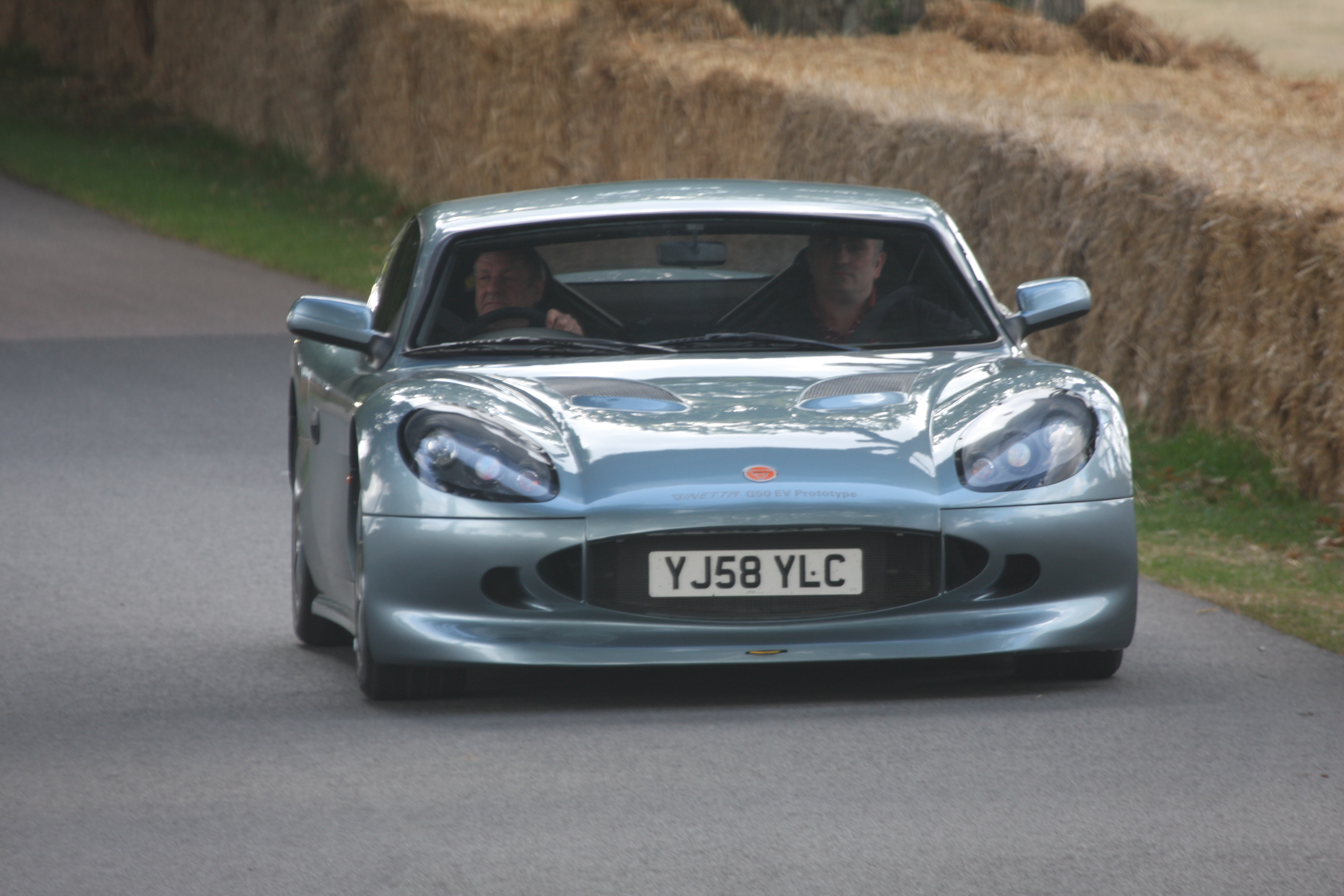
Ginetta G50
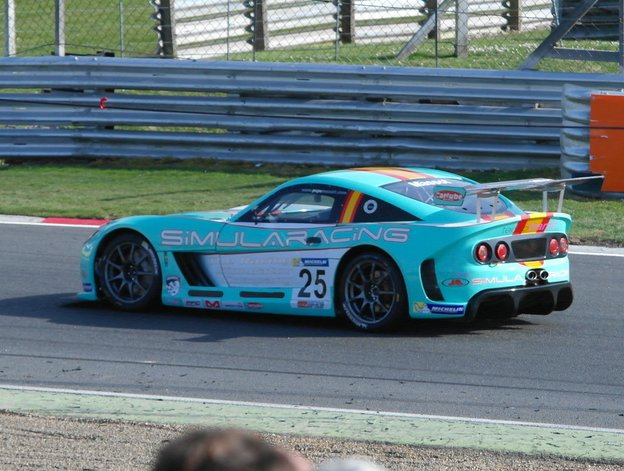
Ginetta G55
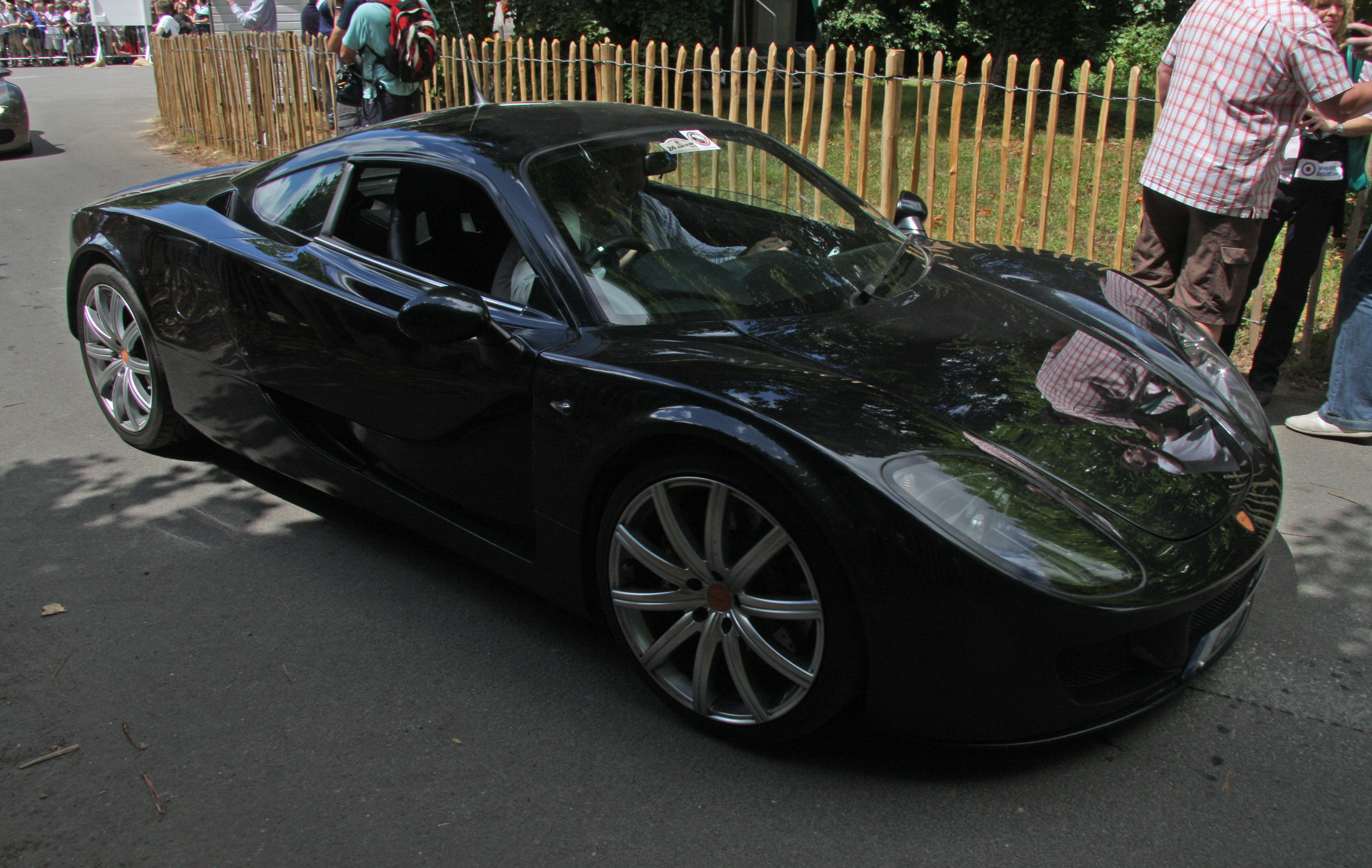
Ginetta F400
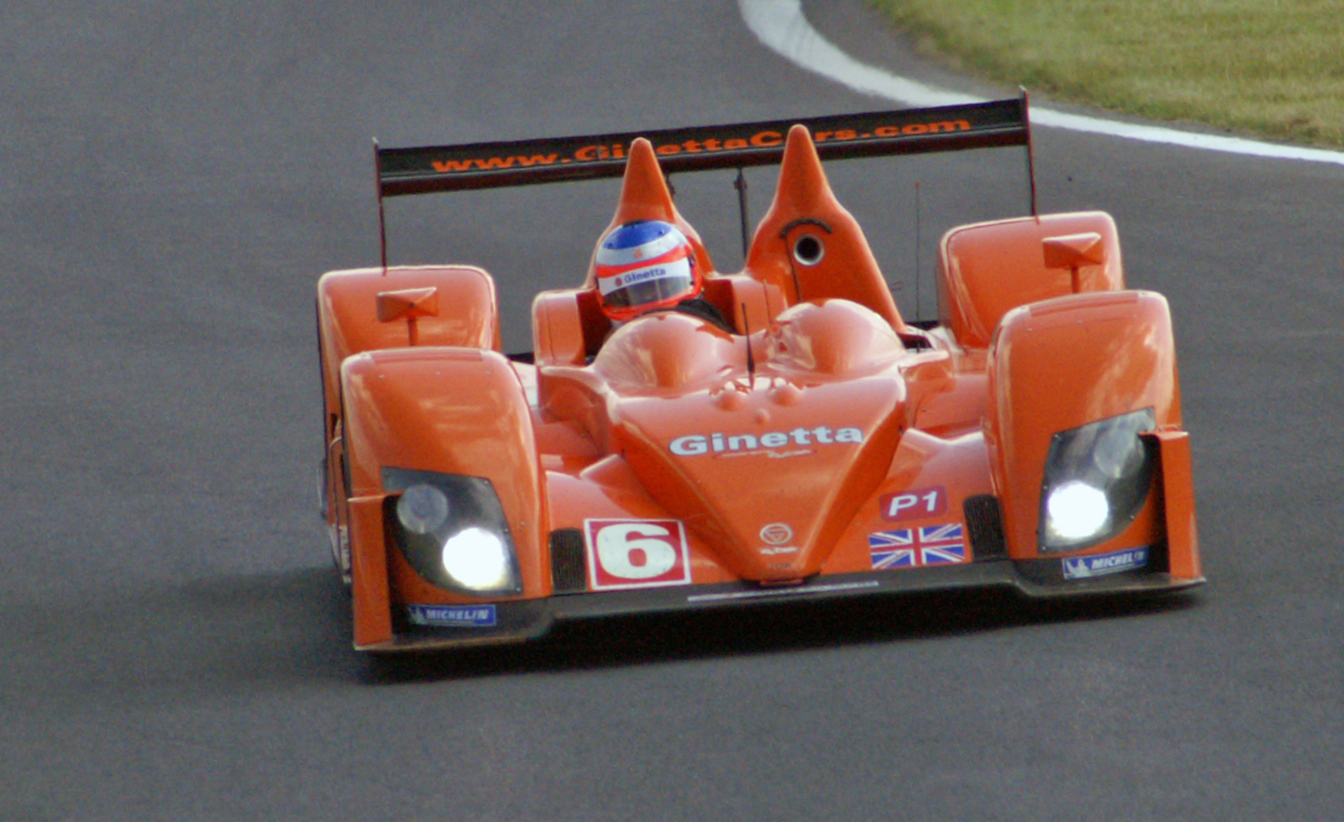
Ginetta 09S Zyteck
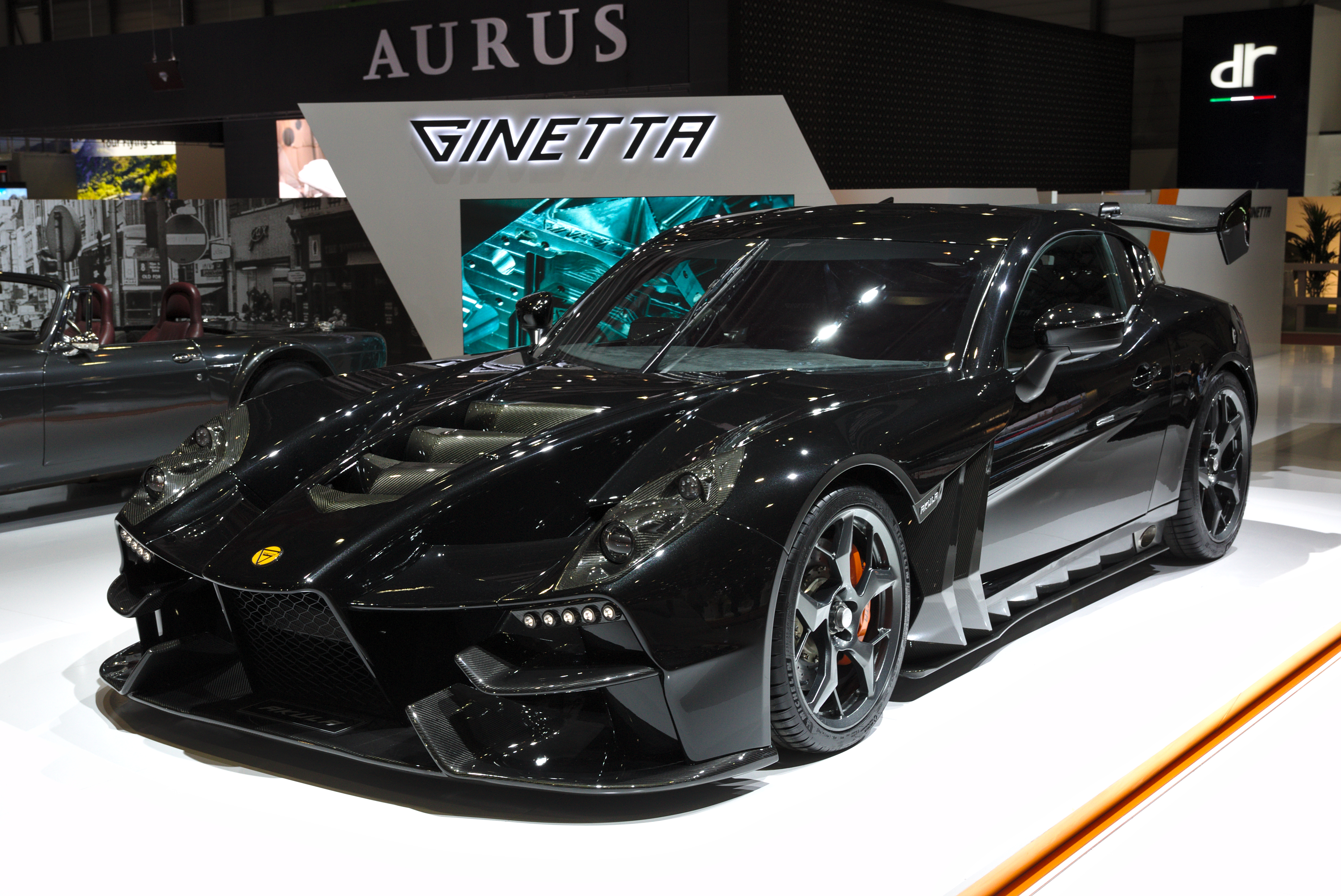
Ginetta Akula